# 인이세이션
《인이세이션》(Ad Fundum)은 벨기에에서 제작된 에릭 반 루이 감독의 1993년 영화이다. 에릭 반 루이 감독의 단편 영화 Dr. Tritsmans and Yuppies에 이은 최초의 장편 영화이다. 마릴루 메르만스 등이 주연으로 출연하였다. 뢰번 대학교에서 공부하는 몇몇 학생들의 이야기를 다룬다.

## 출연

### 주연
- 마릴루 메르만스
- 자크 반 아사체
- 스벤 드 리더

## 기타
- 미술: 요한 반 에쉬